# Lista conducătorilor Siracuzei
Conducătorii Siracuzei din perioada antică au purtat numele de tiran (limba greacă τύραννος, tyrannos).

## Tirani
- Gelon I (485-478 î.Hr.)
- Hieron I (478-466 î.Hr.) - fratele lui Gelon
- Trasibul (Thrasyloboulos) (466-465 î.Hr.) - fratele lui Hieron
- regim democratic (465-405 î.Hr.)
- Dionysios I (405-367 î.Hr.)
- Dionysios II cel Tânăr (367-357 î.Hr.) - fiul lui Dionysios I, prima domnie
- Dion (357-354 î.Hr.)
- Callippos (354-352 î.Hr.)
- Hipparinos (352-350 î.Hr.)
- Nysaios (350-347 î.Hr.)
- Dionysios II cel Tânăr (347-344 î.Hr.), a doua domnie
- Timoleon (344-337 î.Hr.)
- regim oligarhic(337-316 î.Hr.)
- Agatocle (316-289 î.Hr.)
- anarhie internă (289-269 î.Hr.)
- Hieron (269-215 î.Hr.)
- Gelon II (240-216 î.Hr.) - fiul lui Hieron, co-regent
- Hieronymos (215-214 î.Hr.) - fiul lui Gelon II

În 212 î.Hr. Siracuza a fost cucerită de către Republica Romană și inclusă în provincia Sicilia.